# استصلاح الأراضي في دولة الإمارات العربية المتحدة

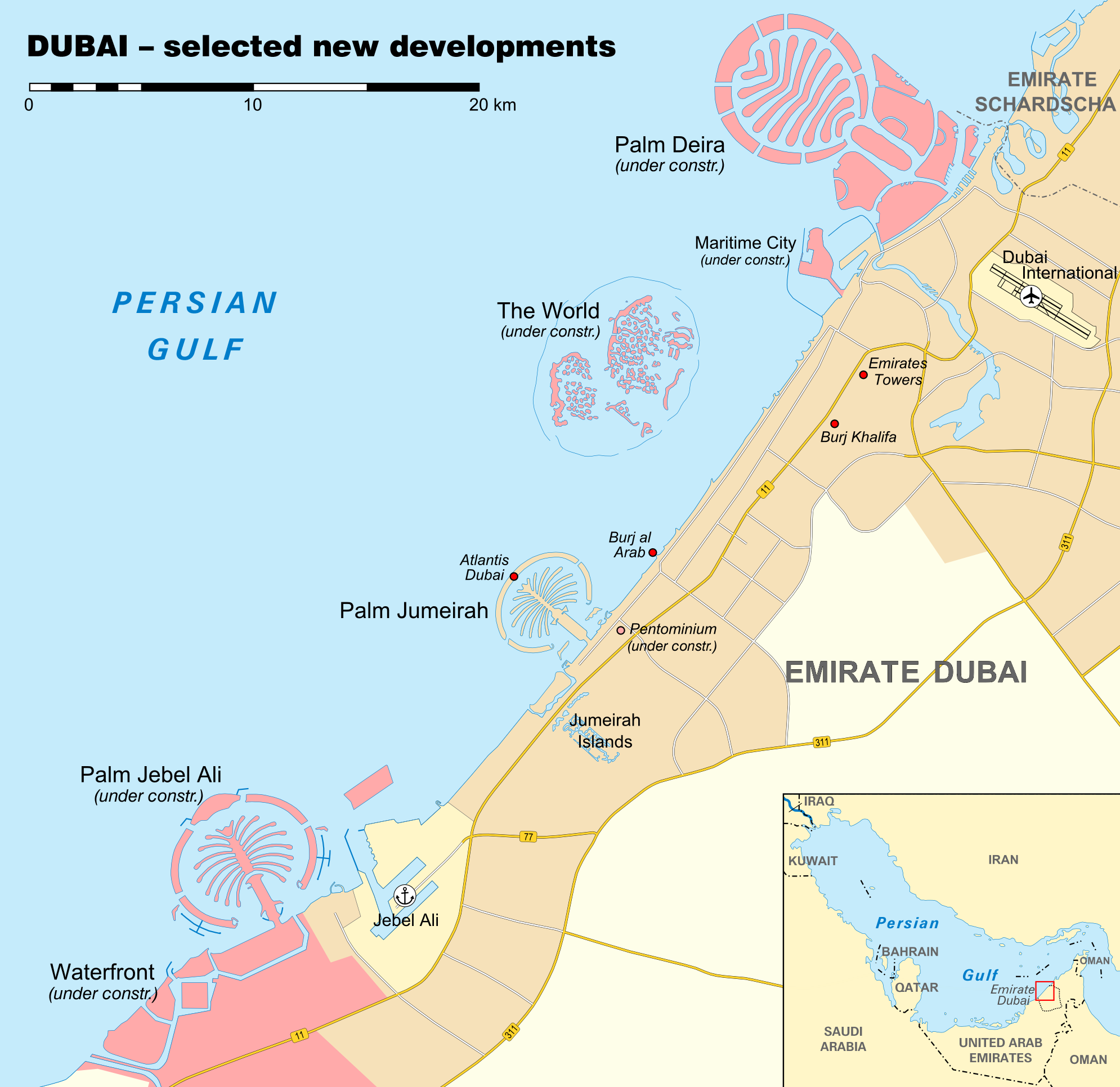
مشاريع التمديد

لقد أدت استصلاح الأراضي الكبرى في الإمارات العربية المتحدة، على الرغم من كونها ظاهرة حديثة نسبيًا، إلى تغيير كبير في جغرافية بعض أجزاء البلاد. لقد غيرت مشاريع استصلاح الأراضي المتعددة، سواء المكتملة أو قيد الإنشاء أو المخطط لها، مظهر دبي، أبو ظبي، والإمارات الأخرى.

## التاريخ
أبوظبي إحدى طرق الاستصلاح المستخدمة في أبوظبي هي ملء المسطحات الملحية الساحلية المنخفضة. وقد تم بناء العديد من المناطق الصناعية في هذه المناطق. جزيرة ياس، جزيرة الريم، وجزيرة اللولو هي بعض الأمثلة. عجمان وكانت هناك مقترحات لاستصلاح الأراضي من البحر في عجمان. ومع ذلك، فقد تم رفض العديد منها بسبب مخاوف بيئية

## تاريخ
أبو ظبي
إحدى طرق الاستصلاح المستخدمة في أبوظبي هي ملء المسطحات الملحية الساحلية المنخفضة. وقد تم بناء العديد من المناطق الصناعية في هذه المناطق. جزيرة ياس ، جزيرة الريم ، وجزيرة اللولو هي بعض الأمثلة.
عجمان
وكانت هناك مقترحات لاستصلاح الأراضي من البحر في عجمان . ومع ذلك، فقد تم رفض العديد منها بسبب المخاوف البيئية.
دبي
إن استصلاح الأراضي في إمارة دبي جعلها واحدة من أكثر المناطق شهرة في العالم. وربما تكون دبي الأكثر شهرة بمشاريع استصلاح الأراضي مثل نخلة جميرا ، وجزر العالم ، ومرسى دبي ، وبرج العرب . حدثت معظم مشاريع استصلاح الأراضي الكبرى في دبي في الخمسة عشر عامًا الماضية، وقد بدأ فندق برج العرب، الذي تم بناؤه على جزيرة صناعية، في عام 1994 واكتمل في عام 1999.
رأس الخيمة
كما انضمت إمارة رأس الخيمة إلى السباق لبناء مشاريع جديدة لاستصلاح الأراضي. وتشمل هذه المشاريع جزيرة المرجان وجزيرة منتجع ريال مدريد التابعة لها .